# Nangade
Nangade è un centro abitato del Mozambico situato nella provincia di Cabo Delgado ed è capoluogo dell'omonimo distretto; conta 39.124 abitanti (stima 2012).